# المستشفى الملكي الوطني للعظام
المستشفى الملكي الوطني للعظام (بالإنجليزية: Royal National Orthopaedic Hospital)‏ هو مستشفى متخصص في جراحة العظام يقع في منطقة لندن الكبرى بالمملكة المتحدة، وهو جزء من إدارة المستشفى الملكي الوطني للعظام بهيئة الخدمات الصحية الوطنية.
نشأ المستشفى الملكي الوطني للعظام سنة 1905، باندماج ثلاثة من مستشفيات لندن المتخصصة في جراحة العظام كان أقدمها قد أنشئ سنة 1838. ويعد المستشفى اليوم مركزًا تعليميًا مرموقًا، يتلقى التدريب فيه نحو 20% من جراحي العظام العاملين في المملكة المتحدة.

## أطباء بارزون
- هاري بلات

## وصلات خارجية
- الموقع الرسمي للمستشفى